# マーダーミステリー・オブ・ザ・デッド
『マーダーミステリー・オブ・ザ・デッド』は、CosaicとグループSNEによって開発されたボードゲーム。2021年4月にリリースされた。原作は秋口ぎぐる・森川秀樹で、アートワークはタンサンが務めた。
2024年11月より、このゲームを元にしたアニメがTOKYO MX、ABCテレビにおいて放送された。また、同年12月には秋山ぎぐる・森川秀樹によるノベライズも発売された。
なお、ボードゲームとそれを原案としたアニメでは、登場人物や設定が大幅に変更されているため、本ページにおいてはその二つを分けて表記することとする。

## 概要
本作は、マーダーミステリーシリーズ「MYSTERY PARTY IN THE BOX SERIES」の一つとして発売されている。
ゲームの概要は以下の通り。
| プレイ人数 | 7-8人（ゲームマスターなし） |
| プレイ時間 | 180分                       |
| プレイ環境 | オフライン                  |
| 対象年齢   | 15歳以上                    |
| ジャンル   | マーダーミステリー          |
| 発売日     | 2021年4月16日               |
| デザイナー | 秋口ぎぐる・森川秀樹        |
| 版元       | グループSNE・cosaic         |

## あらすじ

### ゲーム・小説版
20XX年、ゾンビ化ウィルスの感染拡大により文明は崩壊。生き残った人々が暮らすショッピングモールへ現れた白衣の男は、「抗体が見つかった。これでゾンビ化を抑えられる! 」と告げたのち、何者かに殺害されてしまう。各地で続発する「ゾンビ信奉者」たちによる襲撃事件。謎の絞殺魔の噂。次々と姿を消していく生存者と、夜な夜な地下から届く謎の歌声……。すべての謎を解き明かし、「安全圏」へ至る者はだれか?

### アニメ版
ゾンビパンデミックで崩壊した世界。記憶を失い、見知らぬ場所で目覚めた主人公・天野ミコトは、6人の少女たち、蘭奈、莉莉、夕、史香、ムルムル、るみなに保護される。しかし、平穏な日々が突如として破られ、ミコトと共に保護された男が殺されるという衝撃の事件が発生する。犯人はこの中に、そして次は…。
東急歌舞伎町タワーを舞台に、密室と化したタワー内で次々と襲い掛かる謎と秘密。友情が芽生え始めた彼女たちは果たして事件の真相に辿り着くことができるのか―

## 登場人物

### ゲーム版

#### アキラ
25歳男性。元警察官。ショッピングモール内のリーダー的存在。拳銃を携帯している。居住地は屋上のテント。

#### 聡
21歳男性。元看護学生。アイドルオタクで、口数は少ない。パンデミックにより恋人を失う。居住地は料理教室。

#### 一樹
23歳男性。元美容師。イケメンで社交的であり、凪沙と恋人関係にある。居住地はスポーツ用品店。

#### 前園
26歳男性。元大工。行動的で大胆な性格。パンデミック後に息子を亡くす。居住地は工具店。

#### 凪沙
22歳女性。一樹とは恋人同士。ややヒステリックな性格であり、一樹を守るためなら何でもやる。居住地は一樹と同じスポーツ用品店。

#### タマミ
20歳女性。元大学生。臆病で警戒心の強い性格。モール内では食事の準備や洗濯などを率先してこなす。居住地は雑貨店。

#### はる
16歳女性。元女子高生。パンデミック後に母が失踪した。居住地は書店。

#### 八栄子
24歳女性。製薬会社の研究員。研究所がゾンビに襲撃されたことで、同僚と共にモールに避難してきた。現在は一時的に楽器店に居住している。

### テレビアニメ版

#### 天野 ミコト（あまの みこと）
声 - 佳原萌枝
タワーの招かざる来訪者。底抜けに明るく、誰とでもすぐに仲良くなれてしまう。考える前に、まず体が動くタイプ。車の中で気を失っていたところを、蘭奈と史香に助けられる。だが、目覚めたとき、彼女は記憶喪失になってしまっていた。
好きな食べ物はオムライス。

#### 久世 蘭奈（くぜ らんな）
声 - Lynn
タワーのリーダー。毅然とした言動の、元お嬢様。厳格に振る舞っているが、その実はかなりのお人好し。生活者の安全を守ることを第一としている。
紅茶を好んで嗜んでいる。

#### 篠原 史香（しのはら ふみか）
声 - 河瀬茉希
元看護学校生。常に冷静沈着でクールな常識人。様々な知識をもち、パンデミック後の生活に役立てている。慕ってくる莉莉のことは雑に扱いつつも、突き放したりはしない。

#### 荒牧 莉莉（あらまき りり）
声 - 巻野椿
勝気な少女。パンデミック後の世界でもたくましく、容姿を着飾っている。コミュニケーションが苦手で、感情をストレートに出してしまう性格。史香に懐いている。

#### 児玉 夕（こだま ゆう）
声 - 安野希世乃
タワー最年長の女性。面白いことが大好き。その場その場のノリで生きている。人生に大切なことはすべて映画から教わった。

#### ムルムル
声 - 遠野ひかる
仮面をつけた謎の少女。口数が少なく、他メンバーとの交流も最低限。どこから来たのか、その経歴もすべて謎に包まれている。タワー内の菜園近くにテントを張って生活している。

#### るみな
声 - 朝日奈丸佳
最近タワーにやってきた。人見知りで、気弱な性格。タワー内では役割をもたず、与えられた雑用を懸命にがんばっている。行方不明になった兄を探している。

## テレビアニメ
2024年11月より、本作を原案としたテレビアニメがTOKYO MX、ABCテレビにおいて放送された。前述の通り、ボードゲームとは設定・登場人物を大幅に変更した内容で放送された。全6話。

### スタッフ
- 原案 - 秋口ぎぐる、森川秀樹（グループSNE・cosaic刊）[6]
- 監督・絵コンテ・演出 - 石井友博[6]
- 脚本 - みかみてれん[6]
- シリーズ構成 - 秋口ぎぐる[6]
- アニメーション製作 - Ziine Studio[7]
- 製作 - マーダーミステリー・オブ・ザ・デッド製作委員会[6]

### 主題歌
「虚像」
VTuberユニット「Mixstgirls」によるオープニングテーマ。作詞・作曲はめんま。
「MAKE YOU CHANCE」
Vtuberユニット「Virtual athlete gaming」によるエンディングテーマ。作詞は出口遼、作曲・編曲は雪乃イト。

### 各話リスト
| 話数  | サブタイトル             | 初放送日        |
| ----- | ------------------------ | --------------- |
| 第1話 | パラダイス・ロスト       | 2024年 11月13日 |
| 第2話 | ライブ・ワイヤー         | 11月20日        |
| 第3話 | ゾンビ・ダンス           | 11月27日        |
| 第4話 | セルフ・ダウト           | 12月11日        |
| 第5話 | レディー・ブ・ラック     | 12月18日        |
| 第6話 | フェアウェル・パーティー | 12月25日        |

### 特番・生配信
放送に先駆けて、9月23日にABCアニメーション公式YouTubeチャンネルにおいて「TVアニメ『マーダーミステリー・オブ・ザ・デッド』放送決定記念！マダミスやっちゃおう生配信！」が行われ、佳原萌枝・Lynn・朝日奈丸佳・安野希世乃の4人が出演した。
さらに、2024年11月6日に特番「TVアニメ『マーダーミステリー・オブ・ザ・デッド』放送決定記念番組　～犯人を推理しながらアニメの魅力を紹介しちゃおうSP～」が放送され、メインキャスト7人全員が出演した。
また、第3話と第4話の間にあたる同年12月4日にも、特番「TVアニメ『マーダーミステリー・オブ・ザ・デッド』特別番組　～いったい犯人は誰なんだ！？スペシャル～」が放送され、前述の4人が出演した。